# Гоголашвили, Георгий
Георгий Гоголашвили (груз. გიორგი გოგოლაშვილი; род. 2 августа 1997, Сигнахи, Кахетия) — грузинский футболист, нападающий клуба «Самтредиа».

## Карьера

### Начало карьеры
Воспитанник грузинского клуба «ВИТ Джорджия». В январе 2016 года стал тренироваться с основной командой. В августе 2016 года перешёл в польский клуб «Карконоше». В январе 2017 года перешёл в шведский «Хернесанд». В январе 2018 года перешёл в латвийский РТУ из Первой лиги, В августе 2018 года стал игроком другого латвийского клуба «Супер Новы». За сезон за оба клуба отличился 29 забитыми мячами и стал вторым бомбардиром первой лиги.

### Карьера в Грузии
Весной 2019 года перешёл в грузинский клуб «Колхети-1913». Дебютировал за клуб 4 апреля 2019 года против «Телави». Первый гол за клуб игрок забил в матче Кубка Грузии против «Спаэри». Свой первый гол за клуб в чемпионате забил 31 мая 2019 года в ворота всё того же «Телави», который стал победным.
В августе 2019 года перешёл в тбилисский клуб «Мерани». Дебютировал за клуб 5 августа 2019 года против другого тбилисского клуба «Гагра», выйдя на замену в середине 2 тайма. 13 августа 2019 года забил свой первый гол за клуб, а точнее оформил хет-трик в ворота «Шукуры».
В марте 2021 года перешёл в «Шевардени-1906». Дебютировал за клуб 22 марта 2021 года против «Гареджи», выйдя на замену во втором тайме. Первый гол забил 7 июня 2021 года в матче против «Чихуры». Под конец сезона трижды отличился дублем.

### «Гомель»
28 января 2022 года перешёл в белорусский клуб «Гомель». Дебютировал игрок в матче против минского «Динамо», выбив его из Кубка Белоруссии и выйдя в полуфинал турнира. Сам игрок также отличился забитым голом в ответном матче против динамовцев. В Высшей Лиге дебютировал 20 марта 2022 года против дзержинского «Арсенала», где игрок отличился реализованным пенальти. Стал лучшим игроком марта 2022 года в «Гомеле». 27 апреля 2022 года в ответном полуфинальном матче Кубка Белоруссии уступил с командой один мяч «Витебску», однако по сумме двух матчей вышел в финал турнира. Стал обладателем Кубка Белоруссии, одолев в финале борисовский БАТЭ. В ответной встрече второго квалификационного раунда Лиги конференций УЕФА 27 июля 2022 года против греческого «Ариса» отличился голом с пенальти, однако по сумме 2 матчей гомельский клуб проиграл со счётом 2:7. По итогу сезона стать игроком стартового состава у футболиста не получилось, в основном выходя на поле только со скамейки запасных, однако смог отличился 4 забитыми голами во всех турнирах. В январе 2023 года официально покинул клуб, расторгнув контракт по соглашению сторон.

### «Шукура»
В декабре 2022 года футболист тренировался с латвийским клубом «Лиепая», отправившись туда на сборы. В феврале 2023 года футболист находился на просмотре в латвийском клубе «Тукумс 2000». В марте 2023 года футболист присоединился к грузинскому клубу «Шукура». Дебютировал за клуб 8 марта 2023 года в матче против клуба «Сабуртало», выйдя на замену в начале первого тайма. Дебютный гол за клуб забил 25 августа 2023 года в матче против клуба «Дила». На протяжении всего сезона футболист был одним из основных игроком клуба, преимущественно выходя на поле со скамейки запасных, отличившись 3 забитыми голами. По итогу сезона футболист вместе с клубом завершил чемпионат на итоговом последнем месте, вылетев в Эровнули лигу 2. По окончании срока действия контракта покинул клуб.

### «Самтредиа»
В начале 2024 года футболист присоединился к грузинскому клубу «Самтредиа». Дебютировал за клуб футболист 2 марта 2024 года в матче против кутаисского «Торпедо», выйдя на замену в начале второго тайма. Дебютный гол за клуб футболист забил 16 марта 2024 года в матче против тбилисского клуба «Гагра».

## Достижения
«Гомель»
- Обладатель Кубка Белоруссии: 2021/22